# Orden de la Liberación
La Orden de la Liberación (en francés: Ordre de la Libération) es una orden francesa que se otorgó a los héroes de la Liberación de Francia durante la Segunda Guerra Mundial.  Se lleva únicamente por delante de la Légion d’Honneur (Legión de Honor).  En el retrato oficial del general Charles de Gaulle como Presidente de la República, este porta el gran collar de la Orden de la Liberación y no el gran collar de la Legión de Honor, lo que simboliza la preeminencia de esta Orden sobre la Legión de Honor.  La insignia de la orden es la Cruz de la Liberación (Croix de la Libération), una placa rectangular de bronce pulido, cargada de una espada brochante sobre una cruz de Lorena de color negro, con una cinta de color verde y negro. En el reverso lleva la inscripción en latín: « Patriam Servando - Victoriam Tulit »
Fueron condecorados individuos (nacionales y extranjeros, como el sultán de Marruecos), ciudades y unidades militares, exclusivamente por decisión de De Gaulle, en reconocimiento a actos heroicos dentro de la Resistencia Francesa, las Forces Françaises Libres (Fuerzas Francesas Libres) y el Armée d’Afrique (Ejército de África); y solo por sus acciones durante la Segunda Guerra Mundial. Hasta la fecha, es la única orden de caballería francesa —ya sea real, imperial o republicana— que se extinguió con la muerte de su último miembro. El Compañero más joven, asesinado por los alemanes, tenía apenas 16 años.
Otra condecoración, la Médaille de la Résistance (Medalla de la Resistencia), fue creada y otorgada por actos de menor envergadura, pero igualmente distinguidos, realizados por miembros de la Resistencia.

## Historia
La Orden de la Liberación fue establecida por el general Charles de Gaulle mediante la orden n.º 7, firmada el 16 de noviembre de 1940 en Brazzaville, la capital de la Francia Libre entre 1940 y 1943. El objetivo de la Orden era «recompensar a las personas, tanto del ámbito militar como civil, que se hubieran distinguido en la tarea de liberar a Francia y su Imperio».
No existían restricciones de edad, sexo, rango, origen o nacionalidad; ni tampoco respecto a la naturaleza de los actos, salvo su carácter excepcional.
La Orden cuenta con un solo rango, el título de Compagnon de la Libération («Compañero de la Liberación»). El general de Gaulle, fundador de la Orden, fue su único Grand Maître («Gran Maestre»).
La condecoración se entregaba normalmente mediante la tradicional ceremonia militar francesa de prise d'armes. El condecorado era llamado por su rango y nombre, y se le entregaba la insignia con la siguiente fórmula: Nous vous reconnaissons comme notre Compagnon pour la libération de la France dans l’honneur et par la Victoire («Os reconocemos como nuestro Compañero por la liberación de Francia, en el honor y por la Victoria»).
Las últimas distinciones a ciudadanos franceses, unidades y comunas se realizaron el 23 de enero de 1946. Las condecoraciones a ciudadanos extranjeros se extendieron hasta 1960.
El último Compañero con vida, Hubert Germain, falleció en 2021 a los 101 años de edad. Fue enterrado en la cripta del Memorial de la Francia Combatiente, donde se había reservado una tumba para el último Compañero.